# ترتنیا
ترتنیا (به ایتالیایی: Tertenia) یک کومونه در ایتالیا است که در استان الیاسترا واقع شده‌است.

## خصوصیات
ترتنیا ۱۱۷٫۷۷ کیلومترمربع مساحت و ۳٬۷۸۳ نفر جمعیت دارد و ۱۲۹ متر بالاتر از سطح دریا واقع شده‌است.